# Gouvernement de l'Éthiopie
Le gouvernement éthiopien est structuré dans le cadre d'une république parlementaire fédérale, dans laquelle le Premier ministre est le chef du gouvernement. Le pouvoir exécutif est exercé par le gouvernement. Le Premier ministre est choisi par le parlement. Le pouvoir législatif fédéral appartient à la fois au gouvernement et aux deux chambres du parlement. Le pouvoir judiciaire est plus ou moins indépendant de l'exécutif et du législatif. Ils sont régis par la Constitution éthiopienne de 1995. Il existe un parlement bicaméral composé du Chambre de la fédération, constitué de 108 sièges, et de la Chambre des représentants des peuples, de 547 sièges. La Chambre de la fédération compte des membres choisis par les assemblées des États pour un mandat de cinq ans. La Chambre des représentants des peuples est élue au suffrage direct et élit à son tour le président pour un mandat de six ans.

## Composition
Les informations qui suivent sont à jour du 30 décembre 2021.

### Ministres
| Ministère                                                | Titulaire             |
| -------------------------------------------------------- | --------------------- |
| Premier ministre éthiopien                               | Abiy Ahmed            |
| Vice-Premier ministre éthiopien                          | Demeke Mekonnen       |
| Ministre des Affaires étrangères                         | Demeke Mekonnen       |
| Ministre de la Défense                                   | Abraham Belay         |
| Ministère des Finances                                   | Ahmed Shide           |
| Ministère de la Justice                                  | Gedion Timothée       |
| Ministre de la Paix                                      | Binalf Andualem       |
| Ministre de l'Éducation                                  | Berhanu Nega          |
| Ministre de la Santé                                     | Lia Tadesse           |
| Ministère de l'Innovation et de la Technologie           | Belet Molla           |
| Ministère des Transports et de la Logistique             | Dagmawit Moges        |
| Ministre de l'Industrie                                  | Jouer Alebel          |
| Ministère du Commerce et de l'Intégration Régionale      | Gebremeskel Chala     |
| Ministre des Revenus                                     | La'qe Ayalew          |
| Ministre du Plan et du Développement                     | Fitsum Assefa         |
| Ministre de l'Eau et de l'Energie                        | Habtamou Itefa        |
| Ministre des Mines et du Pétrole                         | Takele Uma Banti      |
| Ministre du Tourisme                                     | Nassise Chali         |
| Ministre de l'Agriculture                                | Omer Husen            |
| Ministre de l'Irrigation et de l'Aménagement des plaines | Aïcha Mohammed Moussa |
| Ministre de l'Urbanisation et des Infrastructures        | Chaltu Sani           |
| Ministère du Travail et du Développement des compétences | Muferiat Kamil        |
| Ministère de la Femme et des Affaires sociales           | Ergoge Tesfaye        |
| Ministre de la Culture et des Sports                     | Kejella Merdassa      |

### Fonctionnaires ayant rang au cabinet
| Fonction                                                                                      | Titulaire        |
| --------------------------------------------------------------------------------------------- | ---------------- |
| Conseiller aux affaires de sécurité nationale du Premier ministre                             | Gedu Andargachew |
| Directeur général du Service national du renseignement et de la sécurité                      | Temesgen Tiruneh |
| Négociateur en chef et conseiller sur les fleuves transfrontaliers auprès du Premier ministre | Seleshi Bekele   |
| Chef de cabinet du Premier ministre et Chef des affaires du conseil des ministres             | Idée Teferi      |
| Chef du Bureau des affaires politiques                                                        | Adem Farah       |
| Coordonnateur en chef des affaires politiques                                                 | Abraham Alehegn  |
| Chef du service de communication du gouvernement                                              | Legesse Revenu   |
| Représentant du gouvernement à la Chambre des représentants des peuples                       | Tesfaye Beljige  |